# William Patrick Adam
Pour les articles homonymes, voir William Adam et Adam (homonymie).
William Patrick Adam, (14 septembre 1823 - 24 mai 1881) est un administrateur colonial britannique et un homme politique libéral. Il est deux fois premier commissaire aux travaux sous William Ewart Gladstone et est également brièvement gouverneur de Madras entre 1880 et 1881.

## Jeunesse et éducation
Il est le fils de l'amiral Charles Adam, fils de William Adam de Blair Adam, seul fils survivant de l'architecte John Adam, frère des architectes Robert Adam et James Adam. Sa mère est Elizabeth Brydone, fille de Patrick Brydone, tandis que l'administrateur colonial en Inde John Adam et Frederick Adam sont ses oncles. Il fait ses études à Rugby et au Trinity College de Cambridge et est admis au barreau à Inner Temple en 1849.

## Carrière politique
Il est secrétaire du gouverneur de Bombay, Lord Elphinstone (son cousin au second degré), de 1853 à 1858. En 1859, il est élu député de Clackmannan et Kinross, siège qu'il occupe jusqu'en 1880. Il est Lords du Trésor sous Lord Palmerston et Lord Russell de 1865 à 1866 et sous William Ewart Gladstone de 1868 à 1873. En août 1873, il est admis au Conseil privé et nommé premier commissaire aux travaux par Gladstone. En septembre de la même année, il reçoit le poste supplémentaire de payeur général et conserve les deux fonctions jusqu'à la chute du gouvernement Gladstone en février 1874.
Entre 1874 et 1880, Adam est un whip libéral. Lorsque les libéraux reviennent au pouvoir sous Gladstone en mai 1880, il est de nouveau nommé premier commissaire aux travaux. En décembre 1880, il est nommé gouverneur de Madras, et le reste jusqu'à sa mort en mai de l'année suivante.
Adam est également l'auteur de Pensées sur la politique de représailles et sert en tant que lieutenant adjoint de Kinross-shire et Fife .

## Vie privée
Il épouse Emily, fille du général William Wyllie, en 1856. Ils ont plusieurs enfants. Adam est décédé en mai 1881, à l'âge de 57 ans à Ooty, en Inde britannique, où il est enterré,. Sa femme Emily reçoit l'Ordre de la Couronne d'Inde en octobre 1881. En 1882, leur fils aîné Charles Adam est créé baronnet, de Blair Adam dans le comté de Kinross, en l'honneur de son père et la même année, Emily Adam obtient la préséance de femme d'un baronnet. Elle est décédée en novembre 1906.